# U-49 (1939)
|                        |                       |                       |
|                        |                       |                       |
|                        |                       |                       |
| Порт приписки          | Кіль, Вільгельмсхафен | Кіль, Вільгельмсхафен |
| Проєкт                 |                       |                       |
| Тип ПЧ                 | середній ДПЧ          | середній ДПЧ          |
| Основні характеристики |                       |                       |
| Розміри                |                       |                       |
| Озброєння              |                       |                       |

U-49 — середній німецький підводний човен типу VII часів Другої світової війни.

## Історія
Замовлення на будівництво субмарини було віддано 21 листопада 1936 року. Човен було закладено 15 вересня 1938 року на верфі «Германіаверфт» в Кілі під будівельним номером 584, спущено на воду 24 червня 1939 року. Човен увійшов до строю 12 серпня 1939 року під командуванням капітан-лейтенанта Курта фон Госслера.

## Флотилії
- 12 серпня 1939 року — 15 квітня 1940 року — 7-ма флотилія.

## Історія служби
31 жовтня 1939 року човен увійшов до строю бойових кораблів. За часів війни U-49 здійснив 4 бойових походи. Потопив одне судно — британський транспорт Pensilva водотоннажністю 4 258 брт.
Потоплений 15 квітня 1940 року поблизу Нарвіка (68°53′ пн. ш. 16°59′ сх. д. / 68.883° пн. ш. 16.983° сх. д.) глибинними бомбами з британських есмінців «Фіерлес» та «Бразен». 1 член екіпажу загинув, 41 (включаючи Госслера) були врятовані і потрапили в полон.
Залишки субмарини, що лежать на дні на глибині 300 метрів, були знайдені 3 березня 1993 року норвезьким судном Skolpen.

## Атаки на човен
- 13 листопада 1939 року човен був атакований британським літаком, уникнув атаки зануренням на глибину 160 метрів, отримав деякі ушкодження.
- 16 листопада 1939 року два британських есмінці «Еко» та «Вандерер» атакували човен, який, уникаючи атаки, занурився на глибину 170 метрів.